# Ekaterina Degot

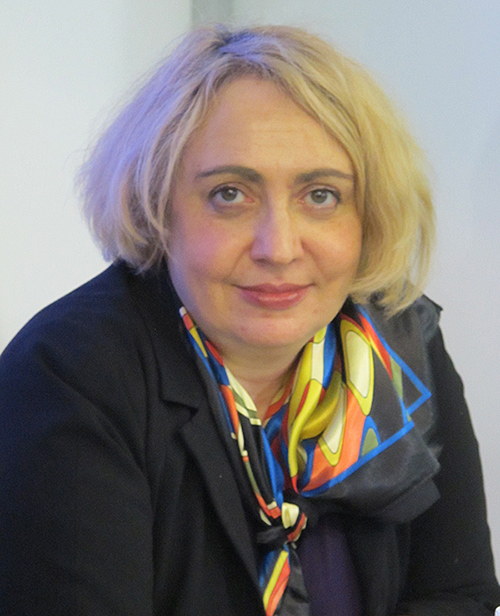
Ekaterina Degot (2012)

Ekaterina Degot (russisch Екатерина Дёготь; * 2. Dezember 1958 in Moskau) ist eine russische Kunsthistorikerin und Kuratorin. Ab 2014 war sie künstlerische Leiterin der Akademie der Künste der Welt in Köln. Seit Januar 2018 ist sie Intendantin des Festivals Steirischer Herbst.

## Leben
Ekaterina Degot absolvierte ein Kunstgeschichtestudium an der Staatlichen Universität Moskau. Ab 1981 war sie in einer dortigen Ausstellungshalle und ab 1988 als leitende Kuratorin in der Staatlichen Tretjakow-Galerie tätig. Ab 1993 schrieb sie als Kunstjournalistin für die Tageszeitung Kommersant. 2000 legte sie ein Standardwerk zur russischen Kunst des 20. Jahrhunderts vor. Von 2008 bis 2012 war sie Herausgeberin von www.openspace.ru/art, einem Online-Magazin für Nachrichten aus der Kunstwelt, Kunstkritik und Kulturanalysen. Ab 2014 war sie künstlerische Leiterin der Akademie der Künste der Welt in Köln, in dieser Funktion folgte ihr im März 2018 Madhusree Dutta nach.
Als Intendantin des Festivals Steirischer Herbst folgte sie mit Januar 2018 Veronica Kaup-Hasler nach. 2020 rief sie angesichts der COVID-19-Pandemie eine Streamingübertragung für Kunstfilme, Online-Games und Live-Shows ins Leben. Außerdem entwickelte sie beim Steirischen Herbst Kunstwerke in Serie, die direkt beim Pizzalieferdienst, in einer Buchhandlung, in einem Krankenhaus und in zwei Supermärkten zu sehen waren. Im März 2022 wurde ihr Vertrag als Intendantin des Festivals Steirischer Herbst bis Ende 2027 verlängert.
Sie schreibt unter anderem regelmäßig Beiträge für die Kunstmagazine Artforum, Frieze und e-flux und lehrte an der Europäischen Universität Sankt Petersburg, war Gastprofessorin an verschiedenen europäischen und US-amerikanischen Universitäten und hatte einen Lehrauftrag an der Alexander Rodtschenko Schule für Fotografie und Neue Medien in Moskau.
Anlässlich der Eröffnung des Steirischen Herbstes 2022 kritisierte sie den russischen Überfall auf die Ukraine und beschrieb die Absurdität der aktuellen Situation: „Russland verliert den Krieg …. und wird immer reicher.“

## Kuratierte Ausstellungen (Auswahl)
- 2000: Body Memory/Gedächtnis des Körpers: Unterkleider der Sowjetära, gemeinsam mit Julia Demidenko; Stadtgeschichtliches Museum St. Petersburg, Stadtmuseum Helsinki, Volkskundemuseum Wien
- 2001: Russischer Pavillon auf der Biennale di Venezia 2001
- 2003/04: Berlin-Moskau / Moskau–Berlin 1950–2000, unter anderem mit Jürgen Harten, Martin-Gropius-Bau Berlin und Geschichtsmuseum Moskau
- 2005: Sowjetischer Idealismus, Musée de l’art wallon, Liège
- 2008: Der Kampf für den Banner – Sowjetische Kunst zwischen Trotzki und Stalin, Retrospektive zum Werk von Pjotr Subbotin-Permjak
- 2010: Ukrainische Kunst im Wandel, PERMM Kunsthalle, Perm
- 2010: Schockarbeiter der Mobilen Bilder, gemeinsam mit Cosmin Costinas und David Riff, Ural Industrial Biennale, Jekaterinburg

## Auszeichnungen (Auswahl)
- 2014: Igor Zabel Award for Culture and Theory[4]
- 2020: Power 100 der einflussreichsten Persönlichkeiten und Bewegungen der aktuellen Kunst des britischen Kunstmagazins ArtReview (Platz 54)[10][11]
- 2020 und 2024: Top 100 der wichtigsten Persönlichkeiten im Kunstbetrieb des deutschen Kunstmagazins Monopol (Platz 49 und 100)[12]

## Publikationen
- Contemporary painting in Russia. Craftsman House, 1995, ISBN 978-9768-0972-9-3.
- Terroristic Naturalism/Terroristischer Naturalismus. Ad Marginem, 1998, ISBN 978-5-88059-038-4.
- Russian 20th-Century Art/Russische Kunst des XX. Jahrhunderts. Shamrock, Moskau 2000, ISBN 978-5-89480-031-8.
- mit Vadim Zakharov: Moscow Conceptualism. 2005.
- mit Joseph Backstein, Boris Groys: Glasnost – Soviet Non-Conformist Art from the 1980s. Haunch of Venision. Galerie Volker Diehl, London 2010.
- mit Ilya Budraitskis, Marta Dziewanska: Post-Post-Soviet? Art, Politics and Society in Russia at the Turn of the Decade. 2013.

## Filmografie (Auswahl)
- 2014: Die Moskauer Prozesse